# Хули (язык)
Хули (Huli, также Huli-Hulidana, Huri) — трансновогвинейский язык народа хули.
Интересной чертой языка является пятнадцатеричная система счисления: ngui означает 15, ngui ki означает 15 × 2 = 30, а ngui ngui — 15 × 15 = 225.
У хули имеется пандановый язык, который носит название tayenda tu ha illili. Он используется в лесу во время сбора орехов пандана (Pandanus julianettii), охоты или путешествия. Считается, что тайный язык нужен для защиты от злых лесных духов. Грамматика в этом языке не отличается от обычного языка хули, а лексика заменена. Часть словаря панданового языка составляют заимствования из языка дуна, но с изменёнными значениями.

## Письменность
Язык хули использует латинскую письменность.
| A a | A̱ a̱ | B b | Mb mb | D d | Nd nd | E e | E̱ e̱ | G g | Ng ng | H h | I i | I̱ i̱ |
| --- | --- | --- | ----- | --- | ----- | --- | --- | --- | ----- | --- | --- | --- |
| /ɑ/ | /ɑ̃/ | /b/ | /ᵐb/  | /d/ | /ⁿd/  | /e/ | /ẽ/ | /g/ | /ᵑg/  | /h/ | /i/ | /ĩ/ |

| K k | L l | M m | N n | O o | O̱ o̱ | P p | R r | T t | S s | U u | U̱ u̱ | W w | Y y |
| --- | --- | --- | --- | --- | --- | --- | --- | --- | --- | --- | --- | --- | --- |
| /k/ | /ɭ/ | /m/ | /n/ | /o/ | /õ/ | /p/ | /r/ | /t/ | /s/ | /u/ | /ũ/ | /w/ | /j/ |

- Буква s используется в заимствованиях.
- Язык тоновый, различают 3 тона, которые на письме обозначаются (при необходимости) акутом (´), грависом (`) или отсутствием диакритического знака над буквой для гласного.